# Ali Bayraktar
Pour les articles homonymes, voir Bayraktar.
Ali Bayraktar est un footballeur turc né le 21 octobre 1985 à Akçaabat.

## Carrière
- 2003-04 : Akçaabat Sebatspor  Turquie
- 2004-07 : Gaziantepspor  Turquie
- 2006-07 : Eskişehirspor K  Turquie
- 2007-08 : Gaziantepspor  Turquie
- 2008-   : Kocaelispor  Turquie